# Сломанный меч: нерассказанная история битвы за Мидуэй
Сломанный меч: нерассказанная история битвы за Мидуэй (англ. Shattered Sword: The Untold Story of the Battle of Midway) — книга 2005 года, посвящённая битве за Мидуэй, произошедшей в июне 1942 года. В 2005 году книга получила премию Джона Лаймана от Североамериканского общества океанической истории в категории «Военно-морская история США».